# CBS
Columbia Broadcasting System (kratica CBS) je ameriška radiotelevizijska postaja v lasti ViacomCBS, ki je del National Amusements in Shari Redstone.